# Sosberg
Sosberg település Németországban, Rajna-vidék-Pfalz tartományban. Lakosainak száma 154 fő (2023. december 31.). Sosberg Mörsdorf és Forst községekkel határos.

## Népesség
A település népességének változása:
| Lakosok száma | 195  | 172  | 170  | 164  | 165  | 154  |
|               | 1975 | 2017 | 2019 | 2021 | 2022 | 2023 |